# نيكولاي فامن
نيكولاي فامن (مواليد 7 فبراير 1971) هو سياسي دنماركي عضو في الحزب الاشتراكي الديمقراطي يشغل حالياً منصب وزير المالية.